# برنهارد باوس
برنهارد باوس (بالبوكمول: Bernhard Paus) هو طبيب نرويجي، ولد في 9 نوفمبر 1910 في أوسلو في النرويج، وتوفي في 9 فبراير 1999 في أكادير في المغرب.